# پسر سنگی (فیلم)
پسر سنگی (به انگلیسی: The Stone Boy) فیلمی محصول سال ۱۹۸۴ و به کارگردانی کریستوفر کین است. در این فیلم بازیگرانی همچون رابرت دووال، فردریک فورست، گلن کلوز، ویلفورد بریملی، دین کین، ماری الن ترینور، لیندا همیلتون و تام ویتس ایفای نقش کرده‌اند.